# Ole Gunnar Petersen
Ole Erik Gunnar Petersen (Frederiksberg, 30 de dezembro de 1934) é um velejador dinamarquês, medalhista olímpico. Ele competiu nos Jogos Olímpicos de Verão de 1960 na classe Flying Dutchman e conquistou a medalha de bronze a bordo do Skum, ao lado de Hans Fogh. Quatro anos depois, eles perderam por pouco a conquista de outra medalha ao terminar em quarto lugar. Petersen era membro do Hellerup Sejlklub.